# Любацька (річка)
Любацька, Любашка — річка в Україні, у Поліському районі Київської області. Ліва притока Вересні (басейн Прип'яті).

## Опис
Довжина річки приблизно 2,2 км.

## Розташування
Бере початок на північному заході від Калинівки. Тече переважно на південний схід через урочище Любоцька і на північному сході від Димарки впадає у річку Вересню, праву притоку Ужа.